# Actinomorf

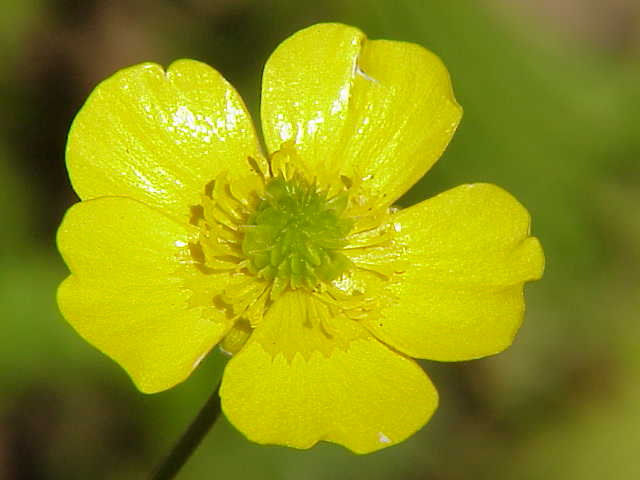
Scherpe boterbloem (actinomorf)

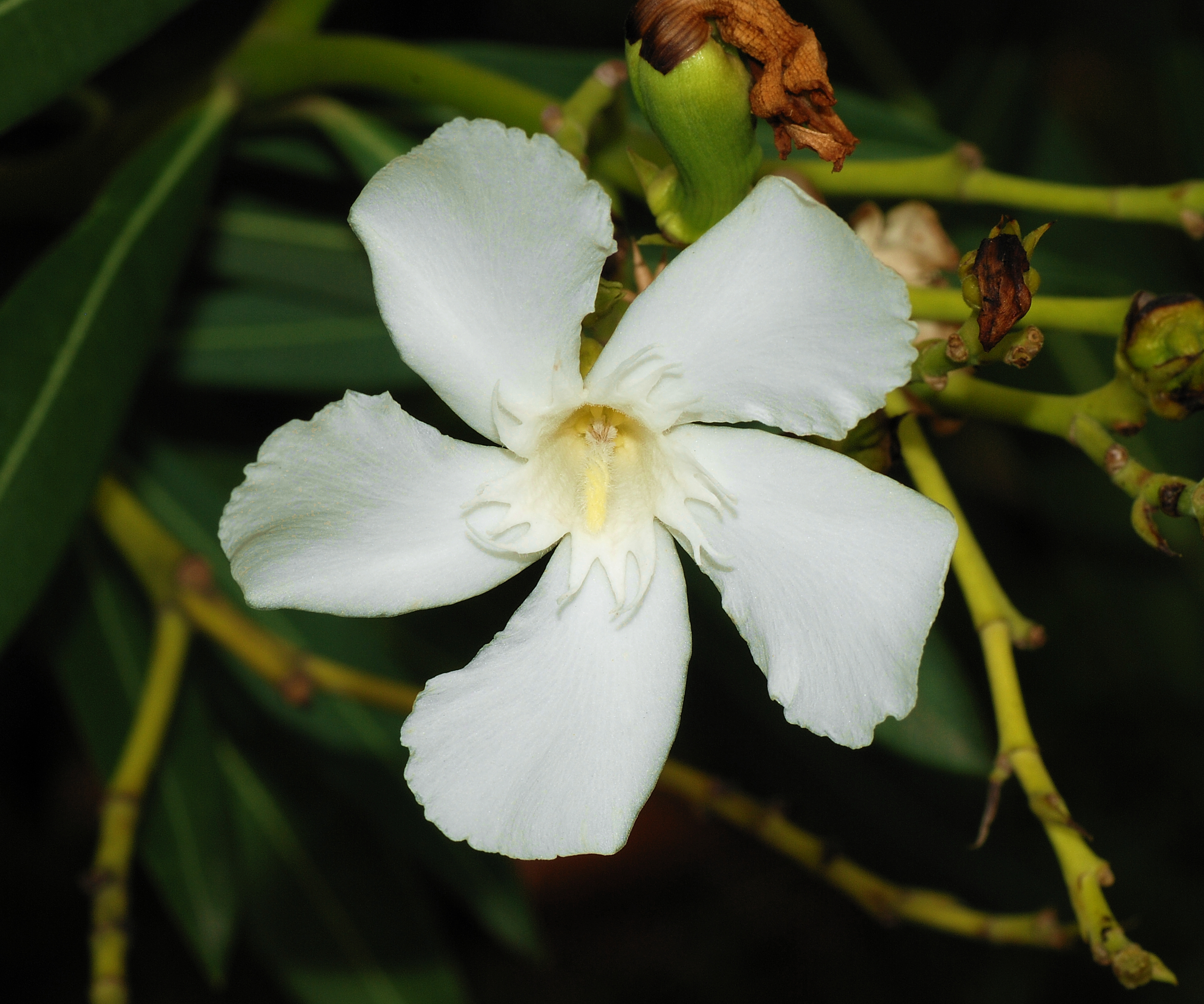
Oleander (actinomorf met twee helften met niet hetzelfde aantal overlangse vlakken)

Bij een actinomorfe, (symbool *), regelmatig symmetrische, straalsgewijs symmetrische of radiaal symmetrische bloem is de vorm in alle symmetrievlakken, drie of meer, hetzelfde (rotatiesymmetrie). Hoe de bloem ook gedraaid of bekeken wordt, de 2 helften zijn
altijd elkaars spiegelbeeld. De meeste bloemen zijn actinomorf. Bij actinomorfe bloemen is het niet altijd mogelijk ze in twee gelijke helften met hetzelfde aantal overlangse vlakken te delen.
Voorbeelden van actinomorfe bloemen zijn de roos, de lelie (Lilium, Liliaceae) en de boterbloem (Ranunculus, Ranunculaceae). De oleander is een voorbeeld van een actinomorfe bloem, waarbij er geen twee gelijke helften met hetzelfde aantal overlangse vlakken zijn te onderscheiden.
Het bloemdiagram is een schematische voorstelling van een dwarsdoorsnede van een bloem. De dwarsdoorsnede gaat door het meest kenmerkende deel van de bloemdelen. Een bloemformule is een notatiemethode om de opbouw van een bloem weer te geven met behulp van letters, getallen en symbolen. Actinomorfe bloemen krijgen het symbool: * of ×.
|  | Bloemformule van de tulp: * K3 C3 A6 G(3) of × K3 C3 A6 G(3) of * Ca3 Co3 A6 G(3) |